# Уразово (Башкортостан)
Ура́зово (баш. Ураҙ) — село в Учалинском районе Башкортостана России, центр Уразовского сельсовета. Согласно переписи 2020 года население составляло 1035 человек.

## Население
| 2002 | 2009  | 2010  |
| ---- | ----- | ----- |
| 1128 | ↗1222 | ↘1051 |

Национальный состав
Согласно переписи 2002 года, преобладающая национальность — башкиры (98 %).

## Географическое положение
Расстояние до:
- районного центра (Учалы): 25 км,
- ближайшей железнодорожной станции (Учалы): 30 км.

## Религия
В селе есть мечеть.

## Известные уроженцы
- Аллаяров, Газим Закирович (1912—1993) — башкирский писатель.
- Анатолий Юмабаевич Генатулин (1925—2019) — башкирский писатель.
- Загиров, Наиль Хайбуллович (1925—2014) — заслуженный деятель науки и техники РСФСР, академик МАН ВШ, российский и советский учёный в области горного дела, доктор технических наук, профессор, деятель советского и российского высшего образования, первый ректор  Красноярского института цветных металлов им. М. И. Калинина.